# 馬聯甲
马联甲（1865年—1924年），江蘇省沭陽县人，清末及中华民国军事将领。

## 生平
马联甲於清光緒十八年（1892年）中式壬辰科二甲武進士，授三等侍衛。清末任武衛右軍右路軍統領。民国元年（1912年），任安武軍統領。民国二年（1913年）1月，升陸軍少将。民國四年（1915年）12月袁世凱称帝，获封一等男。
民国七年（1918年）1月，任安徽陸軍第1混成旅旅長、皖南鎮守使、会办安徽軍務善後事宜。当时属于皖系倪嗣沖的手下。民国九年（1920年）直皖战争，皖系败北，馬聯甲转投直系。
民国十一年（1922年），安徽督軍張文生遭到駆逐，馬联甲被任命为安徽督軍（督理）。次年（1923年）10月15日，获将军府授“联威将军”。民国十三年（1924年）第二次直奉战争，直系敗北，同年11月，馬联甲在部下逼迫下下野，逃往南京。
同年中，馬聯甲在南京逝世。享年61岁。